# Freikorps Bahrenfeld
Das Freikorps Bahrenfeld („Die Bahrenfelder“), erst Freiwillige Wachabteilung Bahrenfeld, später Zeitfreiwilligenkorps Groß-Hamburg, war ein Hamburger Freikorps aus Altona, das von 1919 bis 1920 bestand. Das Freikorps wurde im Juni 1919 bei der Niederschlagung revolutionärer Unruhen in Hamburg eingesetzt, den sogenannten „Sülzeunruhen“. Dabei kam es auf beiden Seiten zu Toten.

## Geschichte
Die geheime Initiative zur Gründung des Freikorps kam aus einem Kreis von Hamburger Kaufleuten, die sich unter dem Decknamen „Wolke“ zusammengefunden hatten. Zu diesem Kreis zählten u. a. die Brüder Richard und Otto Krogmann, der Direktor der HAPAG, Angehörige der Kaufmannsfamilien Merck und Münchmeyer, der Industrielle Julius Schlinck, Oscar Godeffroy, der Direktor der Vereinsbank, der Direktor der Dresdner Bank und Theodor Zeise. Ziel der Freikorps-Gründung war die Verhinderung von politischen Umsturzversuchen von Links, da die in der Stadt noch vorhandenen Garnisonstruppen dafür zu schwach und die Schutzpolizei für den Bürgerkrieg weder ausgerüstet noch militärisch ausgebildet war.
Mit der Gründung und Anwerbung von Freiwilligen beauftragte der Kreis den ehemaligen Oberleutnant zur See Eduard Becker. Das Freikorps wurde Anfang 1919 in einer Kaserne in Bahrenfeld an der Luruper Chaussee gegründet, vorgeblich zum Schutz des dortigen Munitionsdepots. Die Kaserne diente vormals der 2. Abteilung des Feld-Artillerie-Regiments Nr. 45. Das Freikorps rekrutierte sich zum großen Teil aus demobilisierten Soldaten und Studenten, zumeist Söhne des Hamburger Bürgertums. Zu den Stammmannschaften gehörten insbesondere Angehörige des Infanterie-Regiments Nr. 76. Obwohl politisch noch weiter rechts stehend, setzte sich das Freikorps Bahrenfeld für die Hamburger SPD-Regierung ein. 
Neben den Bahrenfeldern gab es in der Stadt noch weitere Freiwilligenverbände in Gründung, die im März 1919 unter der Kommandantur Groß-Hamburg zusammengeführt wurden. Der Kommandant von Groß-Hamburg Walther Lamp’l erteilte am 12. März 1919 seine Zustimmung zur offiziellen Gründung der „Freiwilligen Wachabteilung Bahrenfeld“. Die Abteilung stand zunächst unter dem Kommando von Major Paul Fromm. Im April 1919 wurde es zum Einsatz in den Hamburger Osterunruhen herangezogen. Am 3. Juni 1919 wurde das Freikorps als selbstständige Formation in die Reichswehr übernommen und trug nun den Namen „Reichswehr-Infanterie-Bataillon Groß-Hamburg“. Im Juni 1919 betrug die aktive Stärke der Einheit etwa 600 Mann, dazu etwa 800 Reservemannschaften.
Das Freikorps wurde gegen Ende Juni 1919 bei der Niederschlagung revolutionärer Unruhen in Hamburg eingesetzt, die wegen des Verdachts von Panschereien bei anhaltender Lebensmittelknappheit entstanden waren („Sülzeunruhen“). Unter der Führung von Hauptmann Kurt Senftleben, der das Kommando über die Bewachung der Kaserne und des Munitionsdepots Bahrenfeld innehatte, marschierte eine Abteilung der Bahrenfelder zum Hamburger Rathaus. Dort sollte eine Demonstration niedergeschlagen werden, wobei ein Mensch erschossen wurde. Die aufgebrachte Menge setzte daraufhin Teile des Freikorps fest, 14 Mitglieder der Bahrenfelder verloren das Leben, weitere 42 wurden verwundet.
Ab August 1919 trug die Einheit den Namen „Zeitfreiwilligenkorps Groß-Hamburg“ und stand unter der Führung von Hauptmann Wilhelm von Rauchhaupt. 1919 erschien eine kurzlebige Zeitschrift des Verbands. Im Oktober 1919 übernahm Hauptmann Sieveking das Kommando über das Korps. Gemäß den Bedingungen des Versailler Vertrages wurde das Freikorps am 31. März 1920 aufgelöst.
1925 veröffentlichte Heinz Dähnhardt als ehemaliges Bahrenfelder Korpsmitglied eine Geschichte des Verbands aus deutschnationaler Sicht.

## Bekannte Mitglieder
- Bernhardt, Johannes (1897–1980), später Reeder und Industrievertreter
- Bierkamp, Walther (1901–1945) später Jurist, SS-Brigadeführer und Generalmajor der Polizei.
- Dähnhardt, Heinz (1897–1968), im März 1919 als Student eingetreten, später Journalist, Funktionär der bündischen Jugendbewegung, Beamter im Reichswissenschaftsministerium
- Feser, Albert (1901–1993), als Abiturient eingetreten, später Maler und Kunsterzieher
- Jungheinrich, Friedrich (1899–1968), Großindustrieller, Gründer der Firma Jungheinrich
- Lankenau, Heinrich (1891–1983), als Soldat eingetreten, später Polizeigeneral im Rang eines SS-Gruppenführers
- Oetker, Karl (1896–1957), Kriegsfreiwilliger im Feldartillerie-Regiment 45, nach Verwundung entlassen. Nach Kriegsende für einige Wochen Angehöriger des Freikorps, später Geschäftsführer.[5]
- Ofterdinger, Friedrich (1896–1946), 1919 als Leutnant der Reserve eingetreten, Kompanieführer bei den Bahrenfeldern, später Hamburger Senator und Nationalsozialist.
- Plaut, Theodor (1888–1948), später Wirtschaftswissenschaftler
- Rothenberger, Curt (1896–1959), als Kriegsheimkehrer und Student 1919 eingetreten, später Jurist und nationalsozialistischer Politiker in Hamburg, nach Kriegsende im Nürnberger Juristenprozess verurteilt[6]
- von Salomon, Ernst (1902–1972), später Rechtsterrorist und Schriftsteller
- Samuel, Herbert Walter (1901–1982), trat als Abiturient bei, später FDP-Politiker
- Schramm, Percy (1894–1970), trat Anfang 1919 als Student und Leutnant der Reserve den Bahrenfeldern bei, verließ das Korps aber vor den „Sülzeunruhen“, später Historiker
- Streckenbach, Bruno (1902–1977), 1919 als Oberprimaner eingetreten, später SS-Gruppenführer und Generalleutnant der Waffen-SS
- Wessig, Curt (1896–1980), 1919 als Offizier eingetreten, später Jurist